# Kimmerslev Sogn
Kimmerslev Sogn er et sogn i Køge Provsti (Roskilde Stift).
I 1800-tallet var Kimmerslev Sogn anneks til Borup Sogn. Begge sogne hørte til Ramsø Herred i Roskilde Amt. Borup-Kimmerslev sognekommune blev ved kommunalreformen i 1970 indlemmet i Skovbo Kommune, der ved strukturreformen i 2007 indgik i Køge Kommune.
I Kimmerslev Sogn ligger Kimmerslev Kirke.
I sognet findes følgende autoriserede stednavne:
- Kimmerslev (bebyggelse, ejerlav)
- Regnemark (bebyggelse, ejerlav)
- Regnemark Banke (bebyggelse)